# معادله سرعت

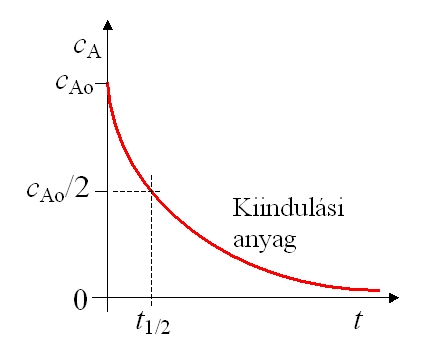
تصویر1-معادله سرعت

قانون سرعت یا معادله سرعت(به انگلیسی: rate equation) برای یک واکنش شیمیایی یک معادله ریاضی است که سرعت واکنش را با غلظت یا فشار واکنش‌دهنده‌ها و پارامترهای ثابت (معمولاً ضرایب سرعت و ترتیب‌های واکنش جزئی) مرتبط می‌کند.برای مثال برای واکنش A+B→C داریم:
{\displaystyle R\;=\;k[A]^{m}[B]^{n}}
در این معادله k ثابت تعادل واکنش که کمیتی بدون بعد است و مقدار آن ممکن است به شرایطی مانند دما، قدرت یونی، سطح یک جاذب یا تابش نور بستگی داشته باشد. و [A]،[B] غلظت واکنش بر حسب مولاریته(mol/lit) و n,m به ترتیب درجه واکنش نسبت به B,A هستند.
اگر چه مقادیر عددی سرعت واکنش که توسط عبارت فوق مشخص می شود،از نظر کمی با یکدیگر فرق دارند،ولی از آن جا که همگی معرف یک کمیت واحد یعنی سرعت واکنش هستند،پس از طریق روابط ساده ترمودینامیکی قابل تبدیل به یکدیگر هستند.

## عوامل موثر بر سرعت واکنش
عوامل بسیاری بر سرعت یک واکنش شیمیایی موثر هستند مانند: 
1-غلظت واکنش‌دهنده‌ها
2-دما
3-حالت فیزیکی واکنش‌دهنده‌ها
4- پراکندگی واکنش‌دهنده‌ها
5-نوع حلال
6-حضور یا عدم حضور یک کاتالیزور

## سرعت لحظه ای واکنش

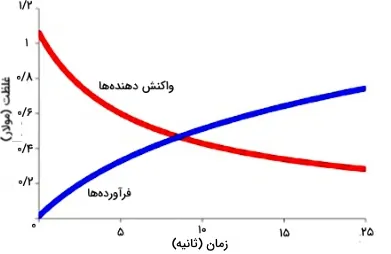
تصویر 2-سرعت تولید فراورده ها و مصرف واکنش دهنده ها در طول زمان

سرعت بیشتر واکنش‌ها با مصرف واکنش‌دهنده‌ها کاهش می‌یابند. با توجه به این مطلب، رابطه گفته شده در بالا زمانی که بازه زمانی مورد نظر بسیار بزرگ باشد، معنی خود را از دست می‌دهد. بنابراین، برای واکنش‌هایی که نمودار آن در زیر آورده شده است، سرعت واقعی به طور مداوم تغییر می‌کند. این سرعت در زمان صفر، بیشترین مقدار را به خود اختصاص می‌دهد. سرعت لحظه‌ای یک واکنش به معنای شیب نمودار غلظت زمان است.

## درجه واکنش
نشان دهنده نحوه تغییر سرعت واکنش با تغییر اکتیویته یا غلظت عوامل ترکیب شونده در اثر انجام واکنش است.در ساده ترین حالت،درجه واکنش برابر است با مولکولاریته یعنی کمترین تعداد مولکول هایی که برای انجام واکنش لازم هستند.این تعداد معمولا برابر است با مجموع ضرایب استوکیومتری عوامل ترکیب شونده در اثر انجام واکنش:
مثال-واکنش زیر را در نظر بگیرید: 
αΑ+βΒ=γC+δD
طبق قانون عمل جرم: 
{\displaystyle V=K.\alpha A^{\alpha }.\alpha B^{\beta }}
این واکنش نسبت به A،درجه αام است.
نسبت به B،درجهβام است.
و درجه کلی واکنش برابر است با:   
...+n=α+β
در بسیاری از مواقع رابطه سرعت با اکتیویته خیلی بسیار پیچیده تر از معادله ساده شده بالاست و این طور نیست که حتما بین درجه واکنش و ضرایب استوکیومتری رابطه بالا برقرار باشد.این موضوع به مکانیزم واکنش وابسته است.اگر یک واکنش در یک مرحله انجام شود،در این صورت درجه واکنش با جمع ضرایب استوکیومتری بدست می آید.اما اگر واکنش از چند زیر واکنش تشکیل شده باشد و پیشرفت آن در چند مرحله صورت گیرد و یا به عبارتی کمپلکس(چند مرحله ای) باشد،تعیین درجه واکنش به این سادگی نیست و درجه واکنش به صورت تجربی تعیین می گردد.
برای مثال واکنش اکسید شدن کربن حل شده در آهن مذاب با اکسیژن موجود در سرباره،یک واکنش کمپلکس است:
{\displaystyle {\ce {[C] + (O) -> CO(g)}}}
این واکنش از دو مرحله ابتدایی(تک مرحله ای) تشکیل شده است:
{\displaystyle {\ce {(o) -> [o]}}}
{\displaystyle {\ce {[c] + [o] -> CO(g)}}}

## اثر دما بر سرعت واکنش
مشاهدات فزاوان نشان می دهد که تغییر دما بر سرعت واکنش اثر می گذارد.اثر دما بر سرعت واکنش را می توان توسط تابعی از دما در معادله سرعت منظور کرد.از آن جا که اثر اکتیویته یا غلظت بر سرعت واکنش،مطابق قانون عمل جرم قابل تعیین است،لذا در یک فرم کلی سرعت پیشرفت هر واکنش را می توان مساوی حاصل ضرب دو عبارت،یکی تابع دما و دیگری تابع اکتیویته یا غلظت تصور کرد.
{\displaystyle v=f(T)f(C)\rightarrow f(T)=k}
اگر این رابطه با روابط قبلی مقایسه کنیم،معلوم می شود که (T)f همان ثابت سرعت است که با k نمایش می دهیم.
با توجه به قوانین و مدل های زیر به بررسی و محاسبه ثابت سرعت می پردازیم:

### 1-قانون تجربیآرنیوس
مشاهدات و اندازه گیری تجربی آرنیوس نشان داد که بین ثابت سرعت واکنش و دمایی که واکنش در آن انجام می شود رابطه زیر برقرار است:
{\displaystyle K=Aexp(-Q/RT)}
A فاکتور فرکانس نام دارد و احتمال برخورد عوامل ترکیب شونده را می رساند
Q انرژی فعال سازی واکنش
R ثابت جهانی گاز ها
T دمای مطلق

### 2-تئوری برخورد
براساس تئوری برخورد،سرعت واکنش بستگی یه تعدا برخورد عوامل ترکیب شونده با یکدیگر دارد اما تمام برخورد ها باعث بوجود آمدن محصول نمی گردد بلکه فقط کسری از برخوردها که همراه با انرژی تحریک لازم هستند می توانند منجر به انجام واکنش شوند.نرخ سرعت برای گاز ها:
{\displaystyle V=Zexp(-Q/RT)}
Zهم نام:
{\displaystyle ZAA=d^{2}Ap^{2}A\surd 4\pi RT/MA}
Z غیر هم نام:
{\displaystyle ZAB=(dA+dB/2)^{2}.pA^{2}.pB^{2}\surd 8\pi RT(1/MA+1/MB)exp(-Q/RT)}
برای محاسبه میزان انحراف تئوری از عملی معادله به صورت زیر بازنویسی می شود:
{\displaystyle V=PZexp(-Q/RT)}
P بیانگر احتمال برخورد یا ضریب برخورد می باشد.

### 3-تئوری نرخ مطلق واکنش
واکنش شیمیایی زیر را در نظر بگیرید:
{\displaystyle {\ce {A + B -> C + D}}}
در این تئوری فرض می شود که یک واکنش شمیایی قبل از اینکه انجام شود،مولکول های Aو B با یکدیگر تصادف کرده و تشکیل کمپلکس تحریک شده ای می دهند.محصولات واکنش از تجزیه شدن این کمپلکس تحریک شده بوجود می آید.
{\displaystyle {\ce {A + B -> AB*->Product}}}
*AB نشان دهنده کمپلکس تحریک شده است.
دو اصل اساسی این تئوری:
الف)کمپلکس تحریک شده می تواند به عنوان یک گونه شیمیایی عمل کند که در تعادل با مواد اولیه بوده و دارای عمر بسیار کوتاهی است
ب)نرخ ویژه واکنش تجزیه شدن کمپلکس تحریک شده به محصولات،نرخ کلی است که به نوع مواد اولیه و شکل کمپلکس تحریک بستگی ندارد.
(1){\displaystyle V=(KT/h).C(AB)*}
{\displaystyle K*=\ {a}AB*/{a}A.{a}B}
(2){\displaystyle C(AB)*=K*CA.CB}
(1),(2){\displaystyle V=(KT/h).K*CA.CB}
{\displaystyle \Delta G*=-RT\ln K*}
{\displaystyle k*=\exp(-\Delta G*/RT)}
بنابراین داریم:
{\displaystyle K=Aexp(-Q/RT)}
{\displaystyle A=KT/h.exp(-\Delta S*/R)}

## ثابت سرعت در واکنش درجه صفر
برای واکنش های درجه صفر، سرعت واکنش مستقل از غلظت یک واکنش دهنده است، به طوری که تغییر غلظت آن تاثیری بر سرعت واکنش ندارد. بنابراین، غلظت با زمان تغییر خطی می کند. این ممکن است زمانی رخ دهد که گلوگاهی وجود داشته باشد که تعداد مولکول‌های واکنش‌دهنده را که می‌توانند همزمان واکنش دهند محدود می‌کند، برای مثال اگر واکنش نیاز به تماس با آنزیم یا سطح کاتالیزوری داشته باشد.در این واکنش ثابت تعادل به شکل زیر است:
{\displaystyle x=kt}
واحد mol/time.lit , k است.

## ثابت سرعت در واکنش درجه یک
یک واکنش مرتبه اول به غلظت تنها یک واکنش دهنده (یک واکنش تک مولکولی) بستگی دارد. واکنش‌دهنده‌های دیگری نیز می‌توانند وجود داشته باشند، اما غلظت آنها تأثیری بر سرعت ندارد.در این واکنش ثابت تعادل به شکل زیر است:
{\displaystyle k=1/t(ln(c0/c0-x))}
واحد k در این حالت time-1 است.

### واکنش درجه دوم
این که یک واکنش مرتبه اول یا دوم یا اصلا مرتبه n باشد، از معادلات قابل تشخیص نبوده و صرفا از طریق آزمایش اثبات می شود. بنابراین اگر در یک واکنش، دو یا چند واکنش دهنده با ضرایب مختلف وجود داشته باشد، صرفا با دیدن واکنش نمی توان مرته آن را تشخیص داد.ابتدا به بررسی حالت اول می پردازیم. در این حالت، قانون سرعت واکنش به صورت زیر بیان می شود:
{\displaystyle v=k[A]^{2}}

### فرم اول:
خب، در این فرم از واکنش ها همچنین می توان سرعت واکنش را از رابطه زیر نیز محاسبه کرد و داریم:
{\displaystyle v=-1/a.d[A]/dt}
با مساوی قرار دادن این دو فرم داریم:
{\displaystyle k[A]^{2}=-1/a.d[A]/dt}
به فرض اینکه ضریب استوکیومتری ماده A برابر 1 باشد داریم:
{\displaystyle \textstyle \int \limits _{[A0]}^{[A]}\displaystyle d[A]/[A]^{2}=-\textstyle \int \limits _{0}^{t}\displaystyle kdt}
از حل این انتگرال داریم:
{\displaystyle 1/[A]-1/[A0]=kt}
با استفاده از این فرمول می توان غلظت گونه A را در هر لحظه دلخواه به دست آورد و برای آن داریم:
{\displaystyle [A]=[A0]/1+kt[A]}
برای به دست آوردن زمان نیمه عمر این واکنش کافی است که در فرمول بالا به جای [A] از [A0] استفاده کنید. در این صورت برای زمان نیمه عمر داریم:
t1/2=1/k[A0]

#### فرم دوم:
برای واکنش های مرتبه دوم یک فرم دیگر نیز وجود دارد که به صورت زیر است:
{\displaystyle V=k[A][B]}
در این مورد نیز همانند بالا، روند را دنبال می کنیم. در این صورت خواهیم داشت:
{\displaystyle (1/a[B0]+b[A0])ln([B]/[B0])/([A]/[A0])=kt}
در این فرم نیز زمان نیمه عمر به صورت زیر است:
t1/2=1/k[A0]
تشخیص سینتیک مرتبه دوم بودن واکنش از روی نمودار:
اگر نمودار  بر حسب زمان رسم شود، به صورت خطی با شیب ثابت خواهد بود که در آن، عرض از مبدا برابر با [A0]/1و شیب نمودار k برابر با  خواهد شد. 

### خلاصه ای از واکنش های درجه 0و1و2
| درجه 2                            | درجه یک                            | درجه صفر                    |                     |
| --------------------------------- | ---------------------------------- | --------------------------- | ------------------- |
| {\displaystyle -d[A]/dt=k[A]^{2}} | {\displaystyle -d[A]/dt=k[A]}      | {\displaystyle -d[A]/dt=k}  | معادله سرعت         |
| {\displaystyle 1/[A]=1/[A]0+kt}   | {\displaystyle [A]=[A]0.exp^{-}kt} | {\displaystyle [A]=[A]0-kt} | معادله سرعت یکپارچه |
| {\displaystyle 1/M.s}             | {\displaystyle 1/s}                | M/S                         | واحد ثابت واکنش(k)  |

### مدل شبه درجه اول(pseudo first order)
مدل سینتیکی شبه درجه اول (Pseudo-First-Order Kinetic Model) به طور خاص برای واکنش‌هایی که به طور نسبی ساده هستند و در مرحله آغازین واکنش سرعت تعیین‌کننده است، استفاده می‌شود.
مدل سینتیکی شبه درجه اول بر اساس فرضیات زیر تشکیل شده است:
1. فرض می‌شود که ترکیب شیمیایی ماده اولیه  به صورت یک واکنش درجه اول تجزیه می‌شود. این یعنی سرعت واکنش برای متغیر مبدأ واکنش (مثلاً غلظت) وابسته است و سرعت واکنش بر اساس تغییر غلظت ماده اولیه  در طول زمان تعیین می‌شود.
2. فرض می‌شود که تمام سایر عوامل و تغییرات در سیستم ثابت هستند و تأثیر آن‌ها در سرعت واکنش محدود است. به عبارت دیگر، تمام فاکتورهای دیگری که ممکن است بر سرعت واکنش تأثیر داشته باشند (مانند دما، فشار، نسبت مولی واکنش‌گرها و غیره) ثابت فرض می‌شوند و تنها تغییر غلظت ماده اولیه  در طول زمان مورد بررسی قرار می‌گیرد.
با استفاده از مدل سینتیکی شبه درجه اول، می‌توان پارامترهای مختلفی از جمله ثابت سرعت واکنش، زمان نیمه عمر (نیمه عمر وقتی است که غلظت مبدأ واکنش به نصف غلظت اولیه خود رسیده است) و غلظت پایین‌ترین واکنش را تعیین کرد.